# ملكة جمال مراهقات الولايات المتحدة الأمريكية
ملكة جمال مراهقات الولايات المتحدة الأمريكية هي مسابقة ملكة جمال سنوية تديرها منظمة ملكة جمال الكون للفتيات الذين تتراوح أعمارهم بين 14 و 19 عامًا. على عكس شقيقتيها المسابقتين ملكة جمال العالم وملكة جمال الولايات المتحدة الأمريكية، التي يتم بثها على قناة فوكس، يتم بث هذه المسابقة على شبكة الإنترنت على موقع ملكة جمال الولايات المتحدة الأمريكية ، تم عقد المسابقة لأول مرة في عام 1983 وتم بثها على الهواء مباشرة على شبكة سي بي إس حتى عام 2002 ثم على قناة إن بي سي من عام 2003 إلى عام 2007. في مارس 2007 ، تم الإعلان عن أن بث مسابقة ملكة جمال الولايات المتحدة الأمريكية على شبكة إن بي سي لم يتم تجديده، وأن مسابقة ملكة جمال الولايات المتحدة الأمريكية 2007 ستكون الحدث المتلفز النهائي.

## جولات المسابقات
قبل البث النهائي، يتنافس المندوبون في المسابقة التمهيدية، والتي تتضمن مقابلات خاصة مع الحكام وعرض تقديمي حيث يتنافسون في ملابس السباحة وثوب المساء.
خلال المسابقة النهائية، يتم الإعلان عن المتأهلين إلى الدور نصف النهائي ويستمرون في المنافسة في ملابس السباحة وثوب المساء. من عام 1983 إلى عام 2002 ، تنافس جميع المتأهلين إلى الدور نصف النهائي في مسابقة مقابلة وكذلك ملابس السباحة وثوب المساء، متبوعًا بسؤال أو سؤالين في المقابلة النهائية. في عام 2003 ، تم تقديم تنسيق جديد حيث تنافس الخمسة عشر الأوائل في ثوب المساء، وتنافس العشرة الأوائل في ملابس السباحة وتنافس الخمسة الأوائل في السؤال الأخير. في عام 2006 ، تم تغيير ترتيب المنافسة حيث يتنافس الخمسة عشر الأوائل في ملابس السباحة والعشرة الأوائل في ثوب المساء. تم استخدام أحدث تنسيق للمنافسة منذ عام 2008 النهائي الذي لم يتم بثه على التلفزيون، حيث تنافس الخمسة عشر الأوائل على حد سواء في ملابس السباحة واللباس المسائي، وتنافس الخمسة الأوائل في السؤال الأخير الذي قام جميعهم بالتسجيل من قبل لجنة من الحكام.
ساندت ملكة جمال مرهقات السابقة كاثرين هايك الدعوات للقضاء على مسابقة ملابس السباحة. تم تأديب فئة ملابس السباحة لاستغلالها وإضفاء الطابع الجنسي عليها وعدم تشجيع أنواع الجسم المختلفة. سيؤدي الجزء الجديد من الملابس النشطة إلى زيادة التركيز على صحة وصحة السيدات الشابات.

## التاريخ
| عام  | تاريخ          | ملكة جمال مراهقات    | مكان الحفل                                                       | الولايات المتنافسة |
| ---- | -------------- | -------------------- | ---------------------------------------------------------------- | ------------------ |
| 1983 | 30 أغسطس 1983  | روث زكاريان          | مركز ليكلاند المدني ، ليكلاند                                    | 51                 |
| 1984 | 03 أبريل 1984  | تشيريز هوغن          | مركز ممفيس كوك للمؤتمرات ، ممفيس                                 | 51                 |
| 1985 | 22 يناير 1985  | كيلي هو              | مركز جيمس لاندون نايت ، ميامي                                    | 51                 |
| 1986 | 21 يناير 1986  | أليسون براون         | أوشن سنتر ، دايتونا بيتش                                         | 51                 |
| 1987 | 21 يوليو 1987  | كريستي أديس          | مركز آل باسو المدني ، إل باسو                                    | 51                 |
| 1988 | 25 يوليو 1988  | ميندي دونكان         | جناح أورانج ، سان بيرناردينو                                     | 51                 |
| 1989 | 25 يوليو 1989  | براندي شيروود        | جناح أورانج ، سان بيرناردينو ، كاليفورنيا                        | 51                 |
| 1990 | 16 يوليو 1990  | بريدجيت ويلسون       | كوليسيوم ساحل ميسيسيبي ، بيلوكسي                                 | 51                 |
| 1991 | 19 أغسطس 1991  | جانيل بيشوب          | كوليسيوم ساحل ميسيسيبي ، بيلوكسي                                 | 51                 |
| 1992 | 25 أغسطس 1992  | جيمي سولينغر         | كوليسيوم ساحل ميسيسيبي ، بيلوكسي                                 | 50                 |
| 1993 | 10 أغسطس 1993  | شارلوت لوبيز         | كوليسيوم ساحل ميسيسيبي ، بيلوكسي                                 | 51                 |
| 1994 | 16 أغسطس 1994  | شونا غامبل           | كوليسيوم ساحل ميسيسيبي ، بيلوكسي                                 | 51                 |
| 1995 | 15 أغسطس 1995  | كايلي سوي ساندرس     | مركز القرن الثاني للمؤتمرات ، كانساس                             | 51                 |
| 1996 | 21 أغسطس 1996  | كريستي لي وودز       | مركز بان أمريكان ، لاس كروسيس                                    | 51                 |
| 1997 | 20 أغسطس 1997  | شيلي مور             | مركز ساوث بادري آيلاند للمؤتمرات ، جزيرة ساوث بادري              | 51                 |
| 1998 | 17 أغسطس 1998  | فانيسا مينيلو        | مدرج هيرش التذكاري ، شريفبورت                                    | 51                 |
| 1999 | 24 أغسطس 1999  | أشلي كولمان          | مدرج هيرش التذكاري ، شريفبورت                                    | 51                 |
| 2000 | 26 أغسطس 2000  | جيليان باري          | مدرج هيرش التذكاري ، شريفبورت                                    | 51                 |
| 2001 | 22 أغسطس 2001  | ماريسا ويتلي         | مركز مؤتمرات ساوث بادري آيلاند ، ساوث بادري آيلاند ، تكساس       | 51                 |
| 2002 | 28 أغسطس 2002  | فانيسا سيمرو         | مركز مؤتمرات ساوث بادري آيلاند ، ساوث بادري آيلاند ، تكساس       | 51                 |
| 2003 | 12 أغسطس 2003  | تامي فاريل           | مركز بالم سبرينغز للمؤتمرات ، بالم سبرينغس                       | 51                 |
| 2004 | 06 أغسطس 2004  | شلي هينينج           | مركز بالم سبرينغز للمؤتمرات ، بالم سبرينغس                       | 51                 |
| 2005 | 08 أغسطس 2005  | آلي لافورس           | باتون روج ريفر سنتر ، باتون روج                                  | 51                 |
| 2006 | 15 أغسطس 2006  | كاتي بلير            | مركز بالم سبرينغز للمؤتمرات ، بالم سبرينجس ، كاليفورنيا          | 51                 |
| 2007 | 24 أغسطس 2007  | هيلاري كروز          | مركز باسادينا للمؤتمرات ، باسادينا                               | 51                 |
| 2008 | 16 أغسطس 2008  | ستيفي بيري           | قاعة الكبرى, جزيرة أتلانتس باراديس ، ناساو                       | 51                 |
| 2009 | 31 يوليو 2009  | ستورمي هينلي         | قاعة احتفالات إمبيريال ، جزيرة أتلانتس باراديس، ناساو ، باهاماس  | 51                 |
| 2010 | 24 يوليو 2010  | كيمي كراوفورد        | قاعة احتفالات إمبيريال ، جزيرة أتلانتس باراديس، ناساو ، باهاماس  | 51                 |
| 2011 | 16 يوليو 2011  | دانيال دوتي          | قاعة الاحتفالات الكبرى ، جزيرة أتلانتس باراديس ، ناساو ، باهاماس | 51                 |
| 2012 | 28 يوليو 2012  | لوغان ويست           | قاعة الاحتفالات الكبرى ، جزيرة أتلانتس باراديس ، ناساو ، باهاماس | 51                 |
| 2013 | 10 أغسطس 2013  | كاسيدي ولف           | قاعة الاحتفالات الكبرى ، جزيرة أتلانتس باراديس ، ناساو ، باهاماس | 51                 |
| 2014 | 02 أغسطس 2014  | ك. لي غراهام         | قاعة الاحتفالات الكبرى ، جزيرة أتلانتس باراديس ، ناساو ، باهاماس | 51                 |
| 2015 | 22 أغسطس 2015  | كاثرين هايك          | قاعة الاحتفالات الكبرى ، جزيرة أتلانتس باراديس ، ناساو ، باهاماس | 51                 |
| 2016 | 30 يوليو 2016  | كارلي هاي            | مسرح فينيشين ، فينيشين لاس فيغاس ، لاس فيغاس                     | 51                 |
| 2017 | 29 يوليو 2017  | صوفيا دومينغيز هيثوف | قاعة فينيكس السمفونية ، فينيكس                                   | 51                 |
| 2018 | 18 مايو 2018   | هيلي كولبورن         | مدرج هيرش التذكاري ، شريفبورت ، لويزيانا                         | 51                 |
| 2019 | 28 أبريل 2019  | كالي غاريس           | غراند سييرا ، منتجع المسرح الكبير رينو                           | 51                 |
| 2020 | 07 نوفمبر 2020 | كيالاني أرودا        | غريسلاند ، ممفيس ، تينيسي                                        | 51                 |

## حاملات اللقب
هذه قائمة المتسابقات الفائزات بمسابقة ملكة جمال مراهقات الولايات المتحدة الأمريكية.
| م  | سنة  | ملكة جمال مراهقات الولايات المتحدة الأمريكية | ممثلة ولاية        | منشأ        | العمر | ملاحظات |
| -- | ---- | -------------------------------------------- | ------------------ | ----------- | ----- | --- |
| 1  | 1983 | روث زكاريان                                  | نيويورك            | أمستردام    | 17    | شاركت في مسابقة ملكة جمال الولايات المتحدة الأمريكية بإعتباراها ملكة جمال مراهقات الولايات المتحدة الأمريكية عام 1984 إلى جانب شيريز هاوغن من إلينوي التي حصلت على لقب ملكة جمال مراهقات الولايات المتحدة الأمريكية في ذلك العام. (أعطى تقليد قصير العمر هذه الفرصة لملكة جمال في الولايات المتحدة الأمريكية في أوائل الثمانينات). |
| 2  | 1984 | تشيريز هوغن                                  | إلينوي             | سليبي هالو  | 17    | شاركت في مسابقة ملكة جمال الولايات المتحدة الأمريكية في مسابقة ملكة جمال الولايات المتحدة الأمريكية عام 1984 إلى جانب روث زكاريان من نيويورك التي سبق لها أن حصلت على لقب ملكة جمال الولايات المتحدة الأمريكية في عام 1983. (تقليد قصير العمر أعطى ملكة جمال الولايات المتحدة الأمريكية هذه الفرصة في أوائل الثمانينات) .          |
| 3  | 1985 | كيلي هو                                      | هاواي              | هونولولو    | 16    | توجت لاحقاً بمسابقة ملكة جمال هاواي الولايات المتحدة الأمريكية 1993 وحلت من ضمن أفضل 6 متنافسات في مسابقة ملكة جمال الولايات المتحدة الأمريكية 1993 ظهرت كممثلة بدور البطولة في دور كاساندرا في الملك العقرب و عن دورليدي ديثستريك في فيلم إكس 2                                                                                    |
| 4  | 1986 | أليسون براون                                 | أوكلاهوما          | إدموند      | 17    | شاركت في مسابقة ملكة جمال الولايات المتحدة الأمريكية بإعتبارها ملكة جمال مراهقات الولايات المتحدة الأمريكية في عام 1987 (تقليد قصير العمر أعطى هذه الفرصة ملكة جمال الولايات المتحدة الأمريكية في أوائل الثمانينات). لم تحتل أي مركز.                                                                                              |
| 5  | 1987 | كريستي أديس                                  | ميسيسيبي           | هولكومب     | 16    | |
| 6  | 1988 | ميندي دونكان                                 | أوريغون            | نيوبيرغ     | 16    | |
| 7  | 1989 | براندي شيروود                                | أيداهو             | أيداهو فولز | 18    | في وقت لاحق حققت لقب مسابقة ملكة جمال أيداهو الولايات المتحدة الأمريكية عام 1997؛ وحلت في مرز الوصيفة الأولى في مسايقة ملكة جمال الولايات المتحدة الأمريكية 1997 ، وحاملة لقب ملكة جمال الولايات المتحدة بعدما توجت بروك لي بمسابقة ملكة جمال الكون.                                                                               |
| 8  | 1990 | بريدجيت ويلسون                               | أوريغون            | غولد بيتش   | 16    | حائز على جائزة الإنجاز المتميز في عام 1998. |
| 9  | 1991 | جانيل بيشوب                                  | نيو هامبشاير       | مانشستر     | 17    | |
| 10 | 1992 | جيمي سولينغر                                 | أيوا               | ألتونا      | 17    | في وقت لاحق حقق لقب مسابقة ملكة جمال أيوا الولايات المتحدة الأمريكية عام 1998 |
| 11 | 1993 | شارلوت لوبيز                                 | فيرمونت            | دورست       | 16    | |
| 12 | 1994 | شونا غامبل                                   | كاليفورنيا         | أكتون       | 17    | في وقت لاحق ملكة جمال كاليفورنيا الولايات المتحدة الأمريكية 1998 ، الوصيفة الأولى في مسابقة ملكة جمال الولايات المتحدة الأمريكية 1998 وحلت ضمن أفضل 10 متنافسات في مسابقة ملكة جمال العالم 1998 |
| 13 | 1995 | كايلي سوي ساندرس                             | كانساس             | لويسبورغ    | 18    | كانت مديرًا مشاركًا في مسابقة ملكة جمال كاليفورنيا بالولايات المتحدة الأمريكية ومسابقات ملكة جمال كاليفورنيا في الولايات المتحدة الأمريكية من 2006 إلى 2007 إلى جانب كيث لويس من كي 2 برودكشن. |
| 14 | 1996 | كريستي لي وودز                               | تكساس              | هانتسفيل    | 18    | شاركة في برنامج الواقع الترفيهي السباق المدهش لمرتين |
| 15 | 1997 | شيلي مور                                     | تينيسي             | نوكسفيل     | 18    | |
| 16 | 1998 | فانيسا مينيلو                                | كارولاينا الجنوبية | تشارلستون   | 17    | وُلدت في الفلبين ، وهي معروفة باستضافة برنامج "Total Request Live" على قناة MTV من 2003-2007 بالإضافة إلى تقاريرها السابقة كمراسلة مقرها في نيويورك الترفيه الليلة |
| 17 | 1999 | أشلي كولمان                                  | ديلاوير            | كامدن       | 17    | ظهرت لفترة وجيزة على ذا برايس إز رايت |
| 18 | 2000 | جيليان باري                                  | بنسيلفانيا         | نيوتاون     | 18    | |
| 19 | 2001 | ماريسا ويتلي                                 | ميزوري             | سبرينغفيلد  | 18    | |
| 20 | 2002 | فانيسا سيمرو                                 | ويسكونسن           | رينلاندر    | 17    | |
| 21 | 2003 | تامي فاريل                                   | أوريغون            | فونيكس      | 18    | في وقت لاحق الوصيف في ملكة جمال كاليفورنيا الولايات المتحدة الأمريكية, تولى اللقب بعد كاري بريجان تم خلع بسبب ملكة جمال الولايات المتحدة الأمريكية 2009 جدل زواج مثلي الجنس |
| 22 | 2004 | شلي هينينج                                   | لويزيانا           | ديستريهان   | 17    | ظهرت ممثلة في مسلسل أيام حياتنا في دور ستيفاني جونسون, كذا في فيلم تين والف |
| 23 | 2005 | آلي لافورس                                   | أوهايو             | فيرميليون   | 16    | مراسل في المعرض لعبة الصيادون. فازت بجائزة إيمي في عام 2011 لصالح برنامج Friday Night Touchdown |
| 24 | 2006 | كاتي بلير                                    | مونتانا            | بيلينغز     | 18    | في وقت لاحق الوصيف الأولى في مسابقة ملكة جمال كاليفورنيا الولايات المتحدة الأمريكية 2011, تولى اللقب بعد تتويج أليسا كامبانيلا بمسابقة ملكة جمال الولايات المتحدة الأمريكية 2011 |
| 25 | 2007 | هيلاري كروز                                  | كولورادو           | لويزفيل     | 18    | |
| 26 | 2008 | ستيفي بيري                                   | أركنساس            | هامبورغ     | 18    | |
| 27 | 2009 | ستورمي هينلي                                 | تينيسي             | كروسفيل     | 18    | |
| 28 | 2010 | كيمي كراوفورد                                | ماريلاند           | بوتوماك     | 17    | |
| 29 | 2011 | دانيال دوتي                                  | تكساس              | هارلينغن    | 18    | |
| 30 | 2012 | لوغان ويست                                   | كونيتيكت           | ساوثينغتون  | 18    | سابقا ملكة جمال كونيكتيكت المتميزة 2010 |
| 31 | 2013 | كاسيدي ولف                                   | كاليفورنيا         | تيميكولا    | 19    | أكبر ملكات جمال مراهقات الولايات المتحدة الأمريكية على الإطلاق تتويجاً باللقب |
| 32 | 2014 | ك. لي غراهام                                 | كارولاينا الجنوبية | تشابين      | 17    | |
| 33 | 2015 | كاثرين هايك                                  | لويزيانا           | فرانكلينتون | 15    | أصغر ملكة جمال مراهقات الولايات المتحدة الأمريكية تفوز باللقب في سن 15 |
| 34 | 2016 | كارلي هاي                                    | تكساس              | تومبول      | 18    | |
| 35 | 2017 | صوفيا دومينغيز هيثوف                         | ميزوري             | كانساس سيتي | 17    | |
| 36 | 2018 | هيلي كولبورن                                 | كانساس             | ويتشيتا     | 17    | |
| 37 | 2019 | كالي غاريس                                   | كونيتيكت           | نيو هيفن    | 18    | |
| 38 | 2020 | كيالاني أرودا                                | هاواي              | كابا        | 18    | |

### أكثر الولايات تتويجاً باللقب
| م. | الولاية            | عدد مرات التتويج | عام التتويج        | المتسابقات المتوجات باللقب                   |
| -- | ------------------ | ---------------- | ------------------ | -------------------------------------------- |
| 1  | أوريغون            | 3                | 1988 ، 1990 ، 2003 | • ميندي دونكان • بريدجيت ويلسون • تامي فاريل |
| 1  | تكساس              | 3                | 1996 ، 2011 ، 2016 | • كريستي لي وودز • دانيال دوتي • كارلي هاي   |
| 2  | هاواي              | 2                | 1985 ، 2020        | • كيلي هو • كيالاني أرودا                    |
| 2  | كاليفورنيا         | 2                | 1994 ، 2013        | • شونا غامبل • كاسيدي ولف                    |
| 2  | كانساس             | 2                | 1995 ، 2018        | • كايلي سوي ساندرس • هيلي كولبورن            |
| 2  | تينيسي             | 2                | 1997 ، 2009        | • شيلي مور • ستورمي هينلي                    |
| 2  | كارولاينا الجنوبية | 2                | 1998 ، 2014        | • فانيسا مينيلو • ك. لي غراهام               |
| 2  | ميزوري             | 2                | 2001 ، 2017        | • ماريسا ويتلي • صوفيا دومينغيز هيثوف        |
| 2  | لويزيانا           | 2                | 2004 ، 2015        | • شلي هينينج • كاثرين هايك                   |
| 2  | كونيتيكت           | 2                | 2012 ، 2019        | • لوغان ويست • كالي غاريس                    |
| 3  | نيويورك            | 1                | 1983               | • روث زكاريان                                |
| 3  | إلينوي             | 1                | 1984               | • تشيريز هوغن                                |
| 3  | أوكلاهوما          | 1                | 1986               | • أليسون براون                               |
| 3  | ميسيسيبي           | 1                | 1987               | • كريستي أديس                                |
| 3  | أيداهو             | 1                | 1989               | • براندي شيروود                              |
| 3  | نيو هامبشاير       | 1                | 1991               | • جانيل بيشوب                                |
| 3  | أيوا               | 1                | 1992               | • جيمي سولينغر                               |
| 3  | فيرمونت            | 1                | 1993               | • شارلوت لوبيز                               |
| 3  | ديلاوير            | 1                | 1999               | • أشلي كولمان                                |
| 3  | بنسيلفانيا         | 1                | 2000               | • جيليان باري                                |
| 3  | ويسكونسن           | 1                | 2002               | • فانيسا سيمرو                               |
| 3  | أوهايو             | 1                | 2005               | • آلي لافورس                                 |
| 3  | مونتانا            | 1                | 2006               | • كاتي بلير                                  |
| 3  | كولورادو           | 1                | 2007               | • هيلاري كروز                                |
| 3  | أركنساس            | 1                | 2008               | • ستيفي بيري                                 |
| 3  | ماريلاند           | 1                | 2010               | • كيمي كراوفورد                              |